# Plexus lombal
Le plexus lombal (ou plexus lombaire) est un réseau nerveux constitutif du plexus lombo-sacré.

## Origine
Le plexus lombal est constitué de la réunion des rameaux antérieurs des quatre premiers nerfs lombaires (L1, L2, L3, L4). Chaque rameau se divise en divisions antérieures et en divisions postérieures.
Il reçoit également une branche anastomotique  en provenance du nerf subcostal issu du 12e nerf thoracique.

## Description
Le plexus lombal a globalement une forme triangulaire avec un bord interne constituée des rameaux antérieurs des nerfs lombaires L1 à L4 et un sommet correspondant à la naissance du nerf fémoral.
Il se situe dans la masse du muscle ilio-psoas.
Il fournit directement une innervation musculaire au muscle grand psoas en provenance des trois premiers nerfs lombaires (L1, L2, L3)  et les muscles carré des lombes et intertransversaires en provenance du dernier nerf thoracique (T12) et du quatrième nerf lombaire (L4).
Il fournit quatre branches collatérales et trois branches terminales.

### Branches collatérales
| Nerf                                                                 | Division    | Origine | Innervation musculaire                                             | Innervation sensitive |
| -------------------------------------------------------------------- | ----------- | ------- | ------------------------------------------------------------------ | --- |
| nerf ilio-hypogastrique                                              | Antérieure  | T12-L1  | Muscle transverse de l'abdomen Muscle oblique interne de l'abdomen | Partie inférieure de l'abdomen, zone fessière zone supérieure et interne de la cuisse, pubis et organes génitaux externes (scrotum ou grandes lèvres) |
| nerf ilio-inguinal(inconstant, peut être fusionné avec le précédent) | Antérieure  | L1      | Muscle grand droit de l'abdomenMuscle pyramidal de l'abdomen       | Pubis et organes génitaux externes (scrotum ou grandes lèvres)                                                                                        |
| Nerf génito-fémoral                                                  | Antérieure  | L1, L2  | Muscle cremaster chez les hommes                                   | Organes génitaux et zone antérieure de la cuisse (triangle de Scarpa)                                                                                 |
| Nerf cutané latéral de la cuisse                                     | Postérieure | L2, L3  |                                                                    | zone fessière et faces postérieure et antéro-externe de la cuisse                                                                                     |

### Branches terminales
| Nerf            | Division    | Origine | Innervation musculaire                                                                                       | Innervation sensitive                                                           |
| --------------- | ----------- | ------- | --- | ------------------------------------------------------------------------------- |
| Nerf obturateur | Antérieure  | L2-L4   | Muscle obturateur externe Muscle long adducteur Muscle court adducteur Muscle gracile Muscle grand adducteur | Face interne de la cuisse et du genou, articulation de la hanche et du genou    |
| Nerf fémoral    | Postérieure | L2-L4   | Muscle sartorius Muscle pectiné Muscle long adducteur Muscle quadriceps fémoral                              | Régions antéro-externe et antéro-interne de la cuisse, Face interne de la jambe |

## Galerie

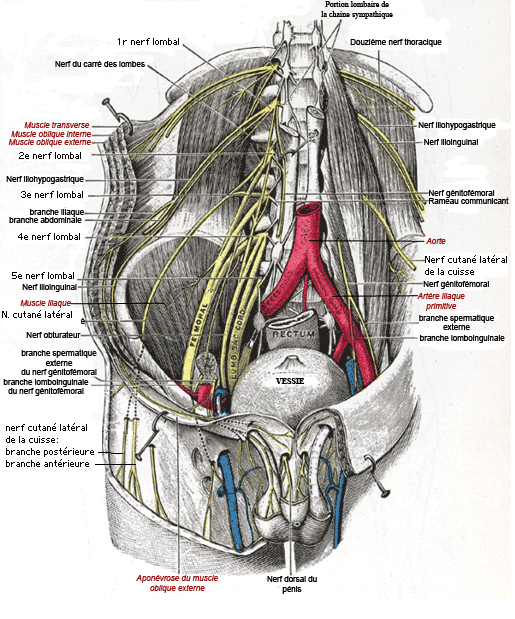
Le plexus lombal